# 罗涅
罗涅（法語：Rognes，法語發音：[ʁɔɲ]）是法国罗讷河口省的一个市镇，属于普罗旺斯地区艾克斯区。

## 地理
罗涅（43°39'52"N, 5°20'50"E）面积58.32 平方千米，位于法国普罗旺斯-阿尔卑斯-蓝色海岸大区罗讷河口省，该省份为法国东南部沿海省份，北起沃克吕兹省，西接加尔省，南濒地中海，东临瓦尔省。
与罗涅接壤的市镇（或旧市镇、城区）包括：普罗旺斯地区艾克斯、朗贝斯克、勒皮圣雷帕拉德、拉罗克当泰龙、圣卡纳、圣埃斯泰夫让松。

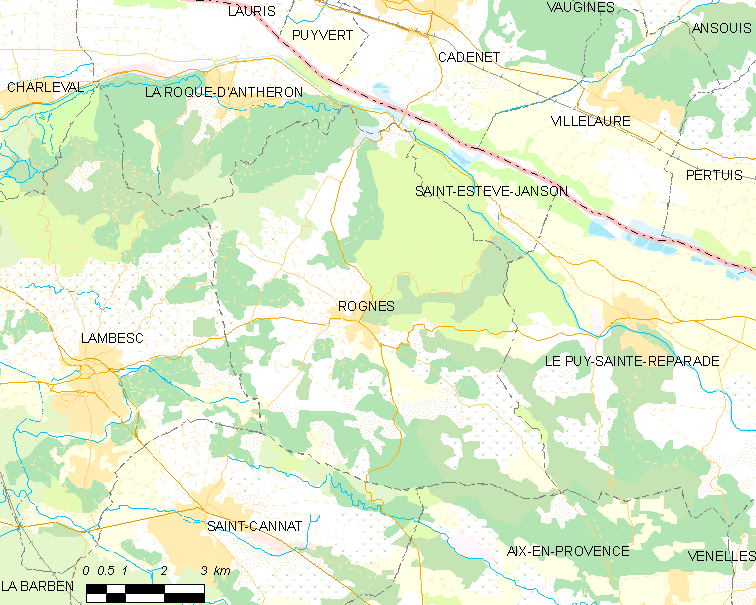
罗涅的OSM定位图

罗涅的时区为UTC+01:00、UTC+02:00（夏令时）。

## 行政
罗涅的邮政编码为13840，INSEE市镇编码为13082。

## 政治
罗涅所属的省级选区为佩利萨讷县。

## 人口

1962-2008年间罗涅人口变化图示

罗涅于2022年1月1日时的人口数量为4640人。